# Archolaemus blax
Genre
Espèce
Archolaemus blax est une espèce de poissons de la famille des Sternopygidae, la seule du genre Archolaemus .

## Distribution
Cette espèce se rencontre au Brésil et en Guyane dans les bassins de l'Amazone, du rio Tocantins et du rio Branco.

## Description
C'est un Poisson électrique qui mesure jusqu'à 435 mm.

## Publication originale
- Korringa, 1970 : A new gymnotoid fish from the Rio Tocantins, Brazil. Proceedings of the California Academy of Sciences, ser. 4, vol. 38, n. 13, p. 265-271 (texte original).